# Даниел Брендел фон Хомбург
Даниел Брендел фон Хомбург (на немски: Daniel Brendel von Homburg; * 22 март 1523, Ашафенбург; † 22 март 1582, Ашафенбург) е от 1555 г. курфюрст и архиепископ на Майнц от рицарския род Брендел фон Хомбург.

## Живот
Той е син на Фридрих Брендел фон Хомбург, вицедом в Ашафенбург, и съпругата му Маргарета Ридезел фон Белерсхайм.
Даниел Брендел става духовник в Шпайер и през 1548 г. домкапитулар в Майнц. На 22 април 1555 г. е избран за архиепископ на Майнц. На Петдесетница 1557 г. в Ашафенбурге е помазан за епископ от Рудолф фон Франкенщайн, епископът на Шпайер.
През 1561 г. той основава Колег на йезуитите в Майнц (Jesuitennoviziat).
Умира през 1582 г. и е погребан в катедралата на Майнц. Последван е от Волфганг фон Далберг. Неговият племенник (син на сестра му Анна Бренделин фон Хомбург) Йохан Адам фон Бикен († 1604) е от 1601 г. архиепископ на Майнц. Йохан Карл фон Франкенщайн (1610 – 1691), внукът на брат му, става по-късно епископ на Вормс.